# Granieu
Granieu este o comună în departamentul Isère din sud-estul Franței. În 2009 avea o populație de 440 de locuitori.

## Evoluția populației
| An        | 1975 | 1982 | 1990 | 1999 | 2006 | 2009 |
| --------- | ---- | ---- | ---- | ---- | ---- | ---- |
| Populație | 195  | 236  | 248  | 258  | 381  | 440  |